# Jane Kiptoo
Pour les articles homonymes, voir Kiptoo.
Jane Jepkosgei Kiptoo, née le 8 août 1982, est une athlète kényane spécialiste des courses de demi-fond.

## Biographie
Jane Kiptoo est médaillée d'argent par équipes en cross court aux Championnats du monde de cross-country 2002 à Dublin.
Elle termine troisième du 3 000 mètres à la Finale mondiale de l'athlétisme 2008 à Stuttgart.
Elle remporte le Marathon de Genève en 2015 et en 2016.

## Palmarès
| Année | Compétition        | Lieu   | Résultat | Épreuve  |
| ----- | ------------------ | ------ | -------- | -------- |
| 2015  | Marathon de Genève | Genève | 1re      | Marathon |
| 2016  | Marathon de Genève | Genève | 1re      | Marathon |